# Andorinha-das-rochas

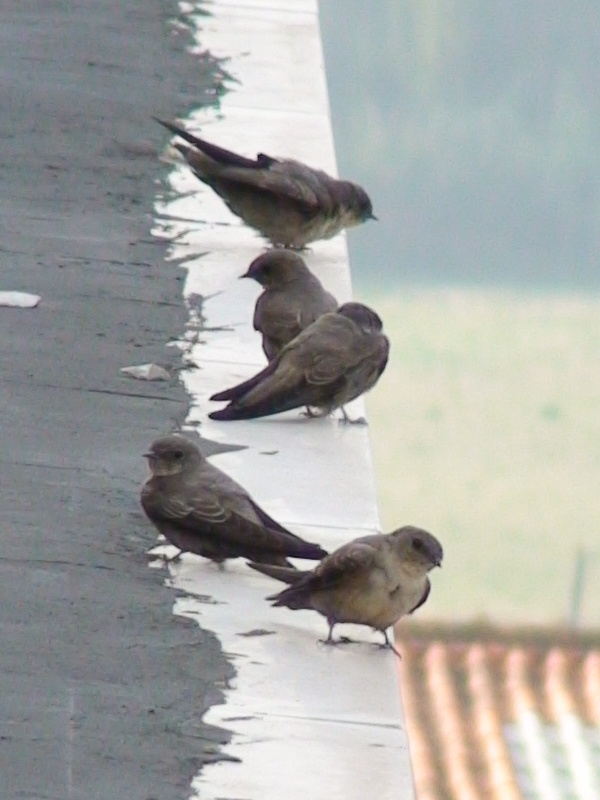
Bando em edifício, Alcobaça

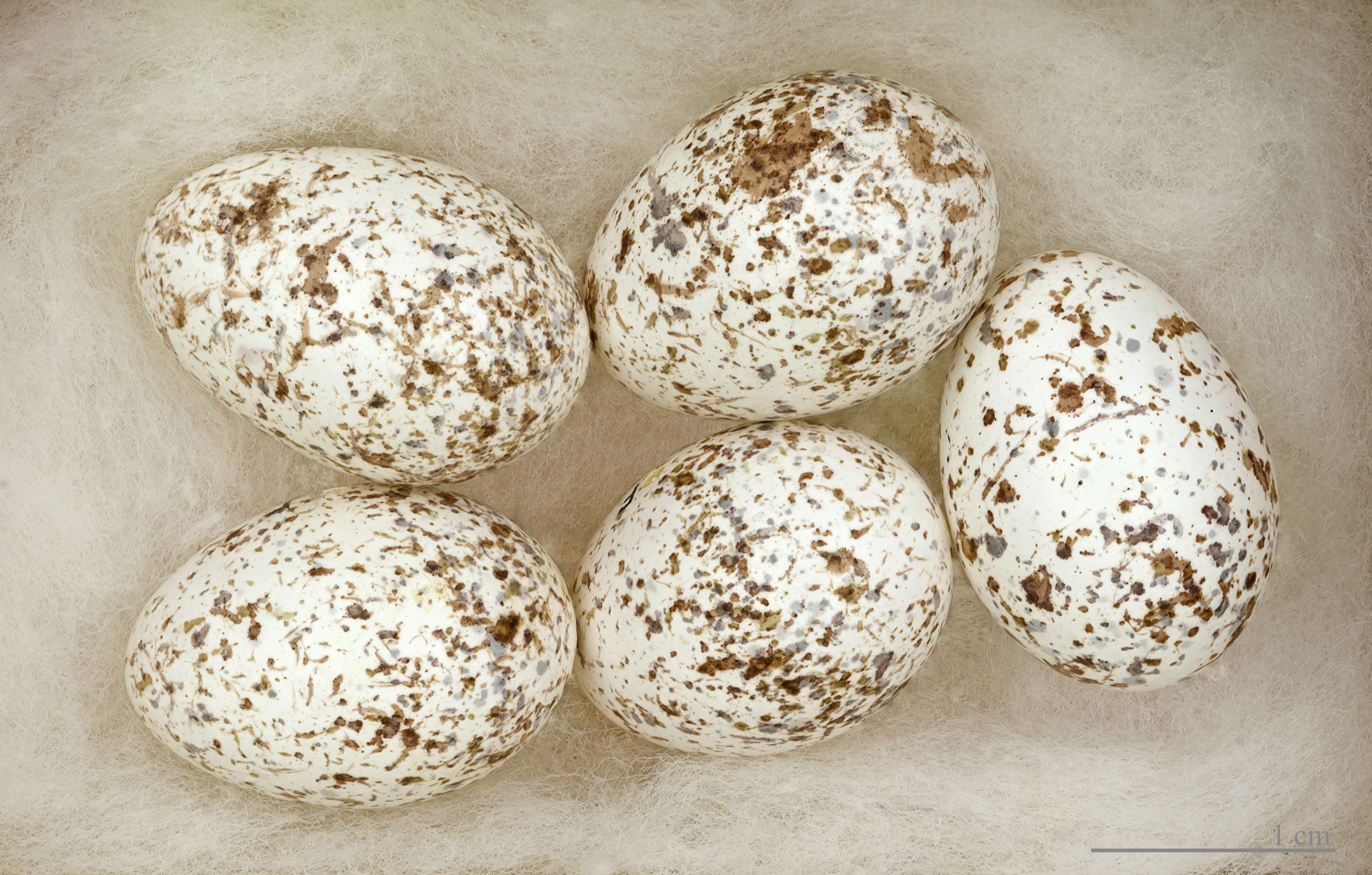
Ptyonoprogne rupestris

A andorinha-das-rochas (Ptyonoprogne rupestris) é uma ave da família das andorinhas (Hirundinidae). Contrariamente aos outros membros da sua família, esta andorinha não migra para África e pode ser encontrada na Europa durante todo o ano, sendo por isso conhecida em Portugal também pelo nome de andorinha de Inverno.
Esta andorinha é totalmente castanha e surge associada a zonas rochosas. Constrói o seu ninho em fragas ou por baixo de pontes. O ninho tem a forma de uma taça.